# 平利县
平利县位于中国陕西省东南部，是安康市所辖的一个县。区域总面积为2627平方公里，人口約19万人。

## 历史
西晋太康元年（280年）以上廉水为名设置上廉县（地域包括今平利、镇坪县及岚皋县部分乡镇），系平利县前身，为置县之始，属房州上庸郡。南朝宋初分上廉增设吉阳，不久撤上廉县，辖地并入吉阳，名吉阳县。西魏废帝元年（552年），改为吉安县，属安康郡。唐武德元年（618年），划金川县东南（今平利县、镇坪县及岚皋县花里镇），在上廉故城，以平利川名置平利县，属金州。
明初屬四川承宣布政使司夔州府大寧州，后属兴安州，并随之改属陕西。清代属興安府。民国初年，全国废府，直属陕西省，曾属陕南道、汉中道。1920年，划出镇坪县。1949年后，历属安康分区、安康地区、安康市。

## 人口
2020年末，安康市第七次全国人口普查主要数据公报显示：平利县常住人口为181286人，男性人口占比52.07%，女性人口占比47.93%，年龄结构中0-14岁占比18.17%，15-59岁占比57.75%，60岁以上占比24.08%，65岁以上占比17.29%。

## 行政区划
平利县下辖11个镇：
城关镇、兴隆镇、老县镇、大贵镇、三阳镇、洛河镇、广佛镇、八仙镇、长安镇、正阳镇和西河镇。

## 旅游
- 天书峡景区

## 交通
- 346国道过境。